# Hanna Thompson
Hanna Thompson (Rochester, 1º novembre 1983) è una schermitrice statunitense.

## Palmarès
In carriera ha conseguito i seguenti risultati:
- Giochi Olimpici:

Pechino 2008: argento nel fioretto a squadre.
- Giochi Panamericani:

Rio de Janeiro 2007: argento nel fioretto individuale e nella sciabola a squadre.
- Campionati Panamericani:

2007: oro nel fioretto individuale.